# Sandpoint

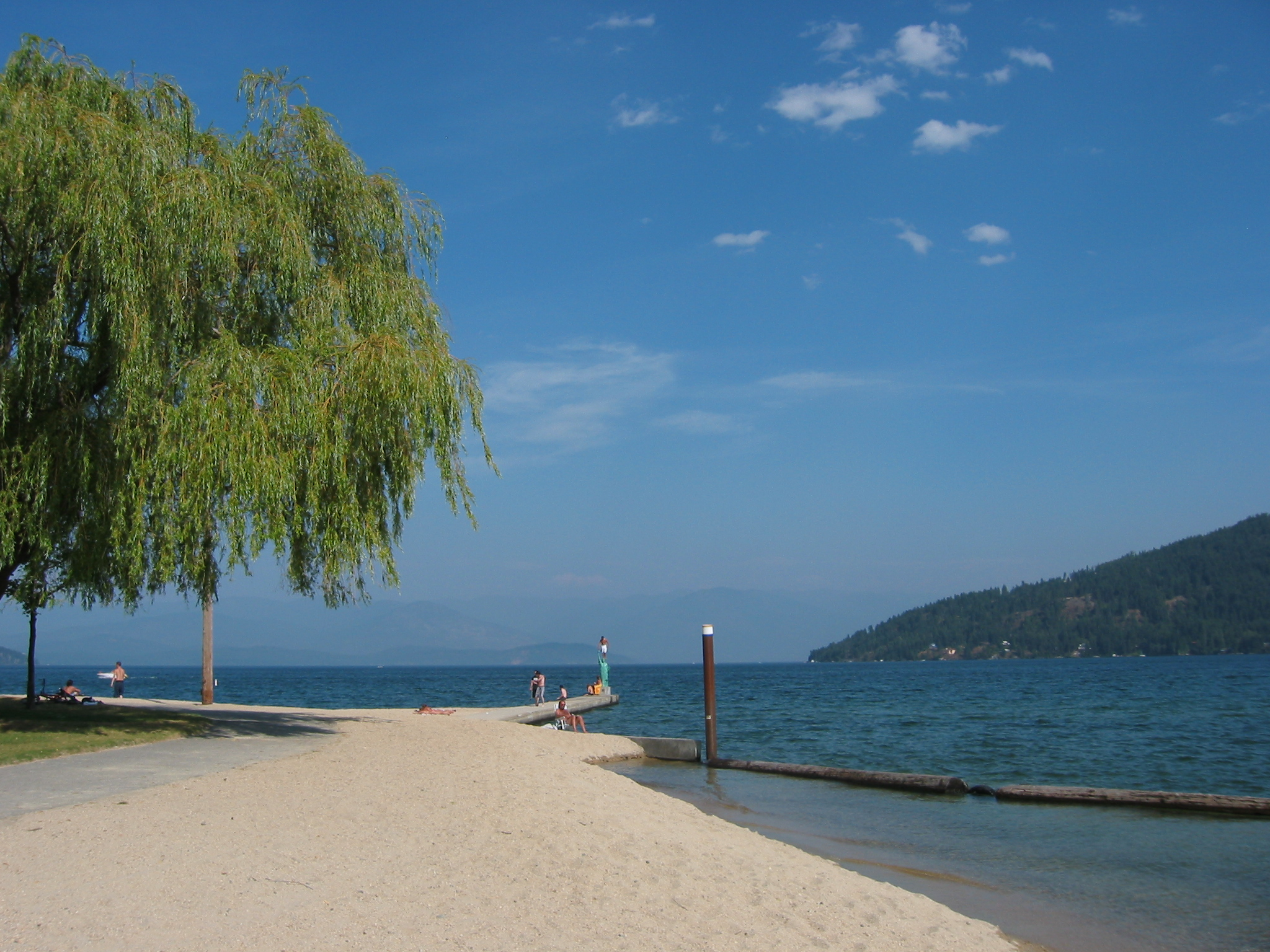
Stadsstrand aan Lake Pend Oreille

Sandpoint is een city in het noorden van de Amerikaanse staat Idaho. De plaats is het bestuurscentrum van Bonner County.

## Demografie
Bij de volkstelling in 2000 werd het aantal inwoners vastgesteld op 6835.
In 2006 is het aantal inwoners door het United States Census Bureau geschat op 8206, een stijging van 1371 (20,1%).

## Geografie
Volgens het United States Census Bureau beslaat de plaats een oppervlakte van 12,3 km², waarvan 10,1 km² land en 2,2 km² water. Sandpoint ligt in de Rocky Mountains nabij Lake Pend Oreille, op ongeveer 645 meter boven zeeniveau. De plaats trekt veel toeristen, die vooral voor het natuurschoon en de wintersportfaciliteiten komen.

## Geboren
- Joe Mather (23 juli 1982), Amerikaans honkballer
- Sarah Palin (11 februari 1964), journaliste en politica (gouverneur van de staat Alaska en gewezen kandidaat voor het vicepresidentschap namens de Republikeinse Partij bij de Amerikaanse presidentsverkiezingen van 2008)
- Marilynne Robinson (1943), Amerikaans schrijfster

## Plaatsen in de nabije omgeving
De onderstaande figuur toont nabijgelegen plaatsen in een straal van 28 km rond Sandpoint.